# Insula secretelor
Insula secretelor (în engleză Cutthroat Island) este un film din 1995 regizat de Renny Harlin. Este scris de Robert King și Marc Norman după o povestire de Michael Frost Beckner, James Gorman, Bruce A. Evans și Raynold Gideon. Rolurile principale au fost interpretate de actorii Geena Davis, Matthew Modine și Frank Langella. Este o coproducție între SUA, Franța, Germania și Italia.

## Distribuție
- Geena Davis - Morgan Adams
- Matthew Modine - William Shaw
- Frank Langella - Douglas "Dawg" Brown
- Maury Chaykin - John Reed
- Patrick Malahide - Ainslee
- Stan Shaw - Mr. Glasspoole
- Harris Yulin - "Black" Harry Adams
- Rex Linn - Mr. Blair
- Paul Dillon - Snelgrave
- Jimmie F. Skaggs - Scully
- Angus Wright - Captain Trotter
- Ken Bones - Toussant
- Chris Masterson - Bowen
- George Murcell - Mordechai "Fingers" Adams
- Richard Leaf - Snake the Lookout
- Rupert Vansittart - Captain Perkins